# Homognaphalium
Homognaphalium é um género botânico pertencente à família Asteraceae.
O género foi descrito por Moisey Elevich Kirpicznikov e publicado em Trudy Botanicheskogo Instituta Akademii Nauk S S S R. Ser. 1, Flora i Sistematika Vysshikh Rastenii. Moscow & Leningrad 9: 32. 1950.
Segundo o The Plant List, este género não tem nomes aceites, possuindo 2 espécies tratadas como sinónimos:
- Homognaphalium crispatulum (Delile) Kirp.
- Homognaphalium pulvinatum (Delile) Fayed & Zareh

Segundo o sistema de classificação filogenética Angiosperm Phylogeny Website, é sinónimo de Gnaphalium L..